# Gabby Hayes
Gabby Hayes, de son vrai nom George Francis Hayes, est un acteur américain né le 7 mai 1885 à Wellsville (État de New York), et mort le 9 février 1969 à Burbank (Californie).
Sa carrière cinématographique s'étale de 1930 à 1950. Durant ces années, il s'est imposé comme un des plus grands sidekicks du western B avec plus de cent rôles à son actif. Ensuite, il a encore eu du succès à la télévision jusqu'en 1956, avec son émission The Gabby Hayes Show.

## Carrière

### Music-hall
George Francis Hayes est le troisième de sept enfants. Il vient au monde le 7 mai 1885 dans un petit hôtel détenu par son père à Stannards, un hameau situé entre les villes de Willing et Wellsville dans l'État de New York. Durant son adolescence, il devient joueur semi-professionnel de baseball, une passion qu'il gardera tout au long de sa vie.
George découvre les spectacles de music-hall à Wellsville. À 17 ans, il décide de quitter sa famille pour se destiner à une carrière dans les arts du spectacle. Il intègre une troupe de passage dans son village qu'il suit à travers le pays. Au cours de ses excursions, il rencontre Olive Ireland avec qui il se marie le 4 mars 1914. Installés à Long Island, ils se produisent ensemble sur la scène du music-hall pendant une dizaine d'années.

### Cinéma

#### Débuts à la Monogram

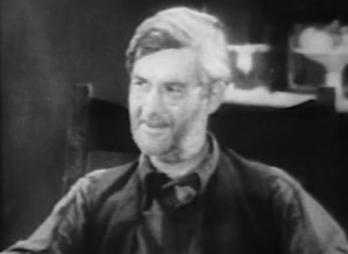
George Hayes dans Les Cavaliers du destin (1933)

À la fin des années 1920, c'est sa femme qui pousse Hayes à quitter les planches pour aller tenter sa chance à Hollywood. Ils vendent alors leur maison à Long Island et partent en Californie. Arrivé à Los Angeles en 1928, Hayes obtient des rôles mineurs lors des débuts du cinéma parlant. Il y joue des personnages très divers : il endosse aussi bien le rôle du vieillard que celui du méchant. Il apparait tantôt barbu, tantôt rasé. Sous l'égide du producteur Trem Carr, le comédien joue essentiellement dans des westerns B pour la Monogram Pictures, avec bien souvent Bob Steele en vedette. Entre 1933 et 1935, Hayes joue dans la série de la Lone Star aux côtés de John Wayne. C'est durant ces années qu'il développe petit à petit le personnage de « Gabby ». Dans certains films, on peut déjà reconnaitre son apparence débraillée avec ses vêtements déchirés, ou l'entendre grommeler. Néanmoins, il n'a pas encore la dimension comique qu'il aura plus tard. Par ailleurs, c'est Trem Carr qui, ayant vu Hayes jouer sur scène avec une fausse barbe, lui demande d'en laisser pousser une vraie.

#### Hopalong Cassidy

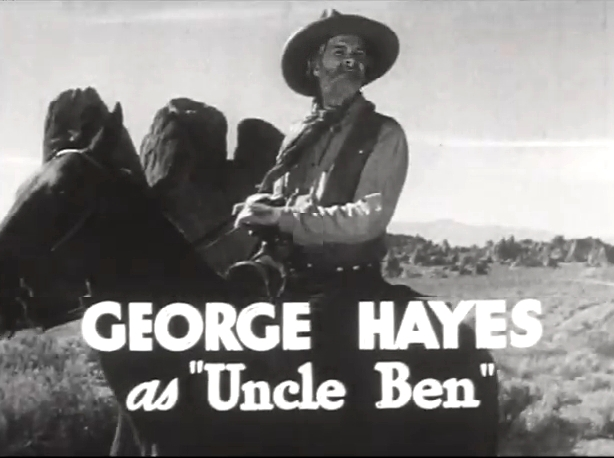
Dans Hop-a-long Cassidy (1935)

Convaincu qu'il est fait pour jouer les vieux grincheux destinés à faire rire, Hayes affirme son style dans In Old Santa Fe (1934) avec Ken Maynard. C'est à ce moment qu'il est engagé par Harry Sherman pour jouer dans la série naissante des Hopalong Cassidy avec William Boyd. Au début, il y campe des rôles relativement importants, mais divers. Son personnage meurt par ailleurs dans les deux premiers épisodes. Mais il attire très vite la sympathie du public et, dès 1936 avec Le Cavalier mystère (Three on the Trail), la production lui confie le personnage régulier de Windy Halliday. Le personnage est créé spécialement pour lui, ne faisant pas partie de l'œuvre originale de Clarence Mulford.
En 1938, Windy manque deux films de la série en raison de désaccords avec Harry Sherman. L'année suivante, après vingt-deux apparitions, l'acteur quitte définitivement l'équipe de « Hoppy ». Les raisons de cette séparation ne sont pas certaines. Russell Hayden, qui jouait aussi dans la série, accuse le tempérament difficile de William Boyd. Selon lui, Hayes ne pouvait plus le supporter. À l'inverse, l'épouse de Boyd soutient que son mari et Gabby sont restés amis jusqu'à la fin de leurs vies. Des différends avec la production pour des raisons salariales sont également mis en cause,. Quoi qu'il en soit, la série se prolongea jusqu'en 1948 sans Windy Halliday. C'est essentiellement Andy Clyde qui assura le job de sidekick de Hoppy durant les années 1940.

#### Republic Pictures

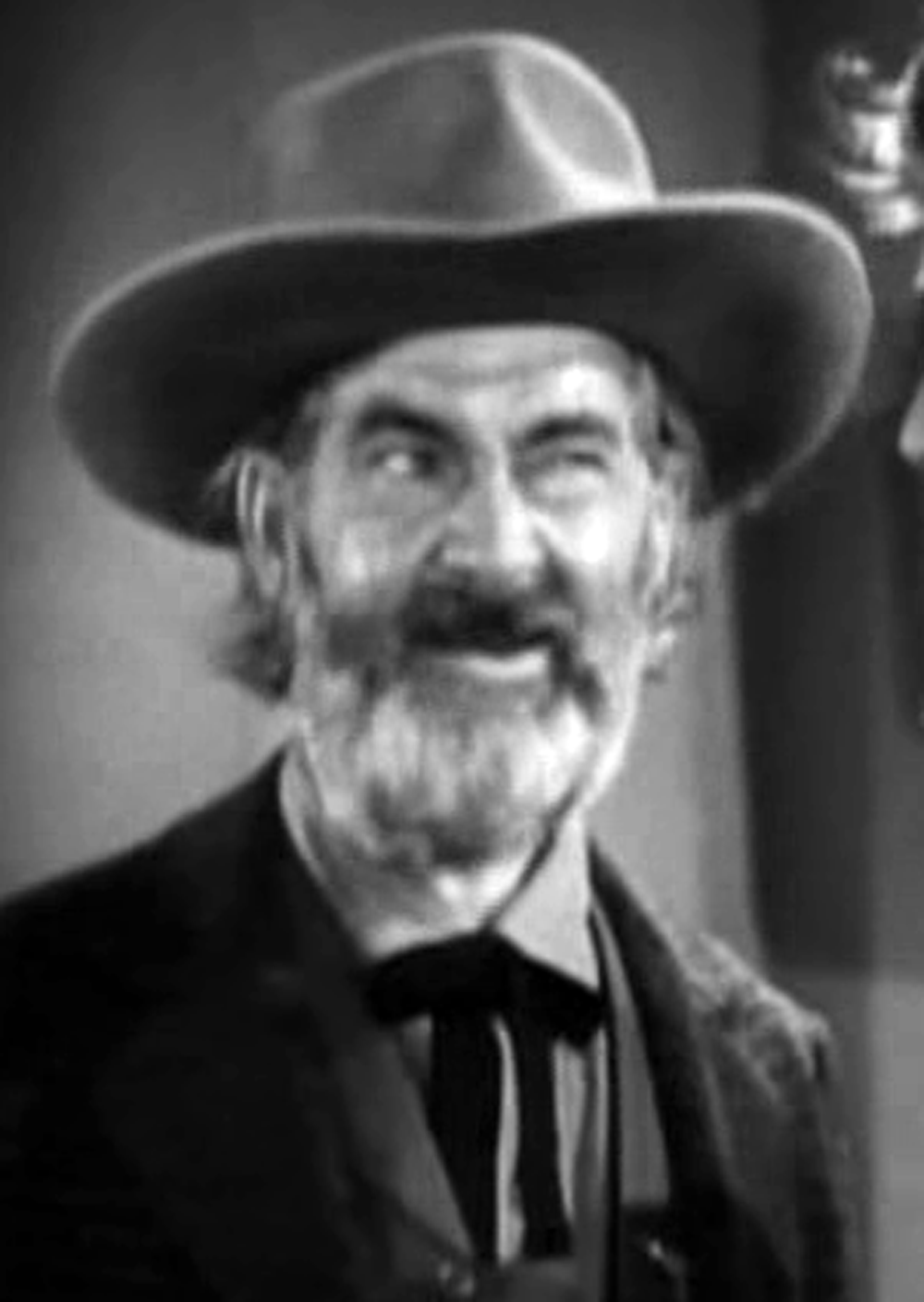
Dans The Carson City Kid (1940)

George Hayes se lie alors en novembre 1938 avec le studio Republic Pictures. Bien que son image soit étroitement associée au nom de Windy Halliday, Hayes est forcé de l'abandonner car c'est Harry Sherman qui en obtient les droits. Il décide dès lors d'adopter le nom de « Gabby Whitaker », celui sous lequel on se souviendra de lui. Il remplace Smiley Burnette et Raymond Hatton en tant que sidekick de Roy Rogers, le cowboy chantant. Ce dernier est encore débutant : sa première tête d'affiche date seulement de l'année précédente. Associés continuellement à l'écran de 1939 à 1942, ils accèdent ensemble au sommet de la reconnaissance nationale. Gabby Whitaker occupe un rôle différent dans chaque scénario : il est successivement shérif, cowboy, juge… Mais le personnage de vieux bourru qu'il a perfectionné est à présent une constante, avec ses répliques récurrentes comme « Ye dern tootin'! ».
Au début de l'année 1943, la Republic parvient à débaucher Wild Bill Elliott de la Columbia alors que celui-ci obtient un succès grandissant dans le western B. Afin de promouvoir sa nouvelle star, Herbert J. Yates décide de placer Gabby à ses côtés. Les deux acteurs s'entendent à merveille et diront plus tard avoir beaucoup d'estime l'un pour l'autre. Les films qu'ils réalisent ensemble jouissent d'ailleurs d'une bonne réputation parmi les amateurs du genre. Leurs deux dernières collaborations, Tucson Raiders (en) et Marshal of Reno (en), initient la série des Red Ryder qui sera interprétée tout d'abord par Elliott, ensuite par Allan Lane.
Fin 1944, Gabby est réassigné aux films de Roy Rogers qui bénéficient de budgets de plus en plus importants. Ils sont tous les deux au faîte de leur carrière. Gabby est avec Smiley Burnette un des rares seconds rôles à régulièrement figurer en haut des sondages du Motion Picture Herald et du Boxoffice. Dans certaines productions comme Don't Fence Me In (1945), Gabby vole même la vedette à Roy en étant véritablement le personnage central de l'histoire. De tous ses rôles, c'est celui de My Pal Trigger (en) (1946) que Gabby considère comme son meilleur. Il a dans ce film un rôle plus sérieux, et non limité à une dimension comique comme à son habitude. Durant cette période, Hayes retrouve également quelquefois son ami John Wayne. Il dit de L'Amazone aux yeux verts que c'est un des rôles qu'il a le plus aimé jouer.
Après cela, Gabby choisit de quitter Roy et la Republic fin 1946 pour devenir acteur indépendant. Il joue alors beaucoup moins souvent et ne fera plus qu'une poignée de films. Il retrouve notamment Wild Bill Elliott à l'occasion de Wyoming (en) en 1947. Il réutilise aussi par deux fois son ancien pseudonyme « Windy ». Durant ces dernières années, Hayes joue dans plusieurs films avec Randolph Scott, dont La Piste des caribous (The Cariboo Trail), qui sera sa dernière apparition au cinéma en 1950.

### Filmographie partielle
- 1929 : Amour vainqueur (The Rainbow Man) de Fred C. Newmeyer
- 1930 : For the Defense de John Cromwell
- 1931 : God's Country and the Man (en) de John P. McCarthy
- 1931 : The Nevada Buckaroo (en) de John P. McCarthy
- 1931 : Cavalier of the West (en) de John P. McCarthy
- 1931 : Dragnet Patrol (en) de Frank R. Strayer
- 1932 : Blanco, seigneur des prairies (Wild Horse Mesa) de Henry Hathaway
- 1932 : Border Devils, de William Nigh
- 1932 : Tout au vainqueur (Winner Take All) de Roy Del Ruth
- 1932 : Riders of the Desert (en) de Robert N. Bradbury
- 1932 : The Man from Hell's Edges (en) de Robert N. Bradbury
- 1932 : The Boiling Point (en) de George Melford
- 1932 : The Night Rider (en) de Fred C. Newmeyer
- 1932 : Klondike (en) de Phil Rosen
- 1932 : Hidden Valley (en) de Robert N. Bradbury
- 1932 : Texas Buddies (en) de Robert N. Bradbury
- 1932 : The Fighting Champ (en) de John P. McCarthy
- 1932 : Self Defense (en) de Phil Rosen
- 1933 : Breed of the Border de Robert N. Bradbury
- 1933 : The Phantom Broadcast (en) de Phil Rosen
- 1933 : Trailing North (en) de John P. McCarthy
- 1933 : The Return of Casey Jones (en) de John P. McCarthy
- 1933 : The Gallant Fool (en) de Robert N. Bradbury
- 1933 : Crashin Broadway (en) de John P. McCarthy
- 1933 : Le Sphinx (The Sphinx)  de Phil Rosen
- 1933 : Fighting Texans (en) d'Armand Schaefer
- 1933 : The Fugitive (en)  de Harry L. Fraser
- 1933 : Galloping Romeo (en) de Robert N. Bradbury
- 1933 : Ranger's code (en) de Robert N. Bradbury
- 1933 : Skyway (en) de Lewis D. Collins
- 1933 : The Devil's Mate (en) de Phil Rosen
- 1933 : Le Bateau des fugitifs (Ship of Wanted Men) de Lewis D. Collins
- 1933 : Les Cavaliers du destin (Riders of Destiny) de Robert N. Bradbury
- 1934 : Le Texan chanceux (The Lucky Texan) de Robert N. Bradbury
- 1934 : À l'ouest des montagnes (West of the Divide) de Robert N. Bradbury
- 1934 : Beggars in Ermine de Phil Rosen
- 1934 : Mystery Liner de William Nigh
- 1934 : The House of Mystery (en) de William Nigh
- 1934 : City Limits (en) de William Nigh
- 1934 : Panique à Yucca City (Blue Steel) de Robert N. Bradbury
- 1934 : L'Homme de l'Utah (The Man from Utah) de Robert N. Bradbury
- 1934 : Monte Carlo Nights (en) de William Nigh
- 1934 : Randy le solitaire (Randy Rides Alone)  de Harry L. Fraser
- 1934 : Terreur dans la ville (The Star Packer) de Robert N. Bradbury
- 1934 : The Man from Hell (en) de Lewis D. Collins
- 1934 : The Brand of Hate (en) de Lewis D. Collins
- 1934 : In Old Santa Fe de David Howard et Joseph Kane
- 1934 : Le Territoire sans loi (The Lawless Frontier)  de Robert N. Bradbury
- 1934 : Sous le soleil d'Arizona (Neath the Arizona Skies) de Harry L. Fraser
- 1935 : Texas Terror de Robert N. Bradbury
- 1935 : Death Flies East (en) de Phil Rosen
- 1935 : The Lost City de Harry Revier
- 1935 : The Outlaw Tamer (en) de J. P. McGowan
- 1935 : Rainbow Valley de Robert N. Bradbury
- 1935 : Smokey Smith (en) de Robert N. Bradbury
- 1935 : Tombstone Terror (en) de Robert N. Bradbury
- 1935 : The Headline Woman (en) de William Nigh
- 1935 : The Hoosier Schoolmaster (en) de Lewis D. Collins
- 1935 : Justice of the Range (en) de David Selman (en)
- 1935 : La Joyeuse Aventure (Ladies Crave Excitement) de Nick Grinde
- 1935 : Honeymoon Limited (en) de  Arthur Lubin
- 1935 : Welcome Home de James Tinling
- 1935 : 1,000 Dollars a Minute d'Aubrey Scotto
- 1935 : Le Chant du Far West (Tumbling Tumbleweeds) de Joseph Kane
- 1935 : La Saltimbanque (Thunder Mountain) de David Howard
- 1935 : The Throwback (en) de Ray Taylor
- 1935 : The Eagle's Brood (en) de Howard Bretherton
- 1935 : Bar 20 Rides Again (en) de Howard Bretherton
- 1935 : Swifty (en) d'Alan James
- 1935 : Hitch Hike Lady (en) d'Aubrey Scotto
- 1936 : Valley of the Lawless (en) de Robert N. Bradbury
- 1936 : Silver Spurs (en) de Ray Taylor
- 1936 : The Lawless Nineties de Joseph Kane
- 1936 : Heart of the West (en) de Howard Bretherton
- 1936 : Call of the Prairie (en) de Howard Bretherton
- 1936 : Song of the Trail (en) de Russell Hopton
- 1936 : L'Extravagant Mr. Deeds (Mr Deeds Goes to Town) de Frank Capra
- 1936 : Le Cavalier mystère (Three on the Trail) de Howard Bretherton
- 1936 : I Married a Doctor (en) d'Archie Mayo
- 1936 : Hearts in Bondage (en) de Lew Ayres
- 1936 : La Légion des damnés (The Texas Rangers) de King Vidor
- 1936 : Valiant Is the Word for Carrie de Wesley Ruggles
- 1936 : Hopalong Cassidy Returns (en) de Nate Watt
- 1936 : Une aventure de Buffalo Bill (The Plainsman) de Cecil B. DeMille
- 1936 : Trail Dust (en) de Nate Watt
- 1937 : Borderland (en) de Nate Watt
- 1937 : La Vengeance du cow-boy (en) (Hills of Old Wyoming) de Nate Watt
- 1937 : Mountain Music (en) de Robert Florey
- 1937 : North of the Rio Grande de Rollin S. Sturgeon
- 1937 : Rustlers' Valley (en) de Nate Watt
- 1937 : Hopalong Rides Again (en) de Lesley Selander
- 1937 : Texas Trail (en) de David Selman (en)
- 1938 : La Bataille de l'or (Gold Is Where You Find It) de Michael Curtiz
- 1938 : Heart of Arizona (en) de Lesley Selander
- 1938 : Bar 20 Justice (en) de Lesley Selander
- 1938 : Pride of the West (en) de Lesley Selander
- 1938 : Sunset Trail (en) de Lesley Selander
- 1938 : In Old Mexico (en) d'Edward D. Venturini
- 1938 : The Frontiersmen (en) de Lesley Selander
- 1939 : Fighting Thoroughbreds (en) de Sidney Salkow
- 1939 : Let Freedom Ring (en) de Jack Conway
- 1939 : Southward Ho (en) de Joseph Kane
- 1939 : Silver on the Sage (en) de Lesley Selander
- 1939 : Man of Conquest de George Nichols Jr.
- 1939 : In Old Caliente (en) de Joseph Kane
- 1939 : Renegate Trail
- 1939 : Wall Street Cowboy (en) de Gerald Geraghty
- 1939 : In Old Monterey (en) de Joseph Kane
- 1939 : Le Tigre de l'Arizona (The Arizona Kid) d'Alfred Santell
- 1939 : Saga of Death Valley (en) de Joseph Kane
- 1939 : Days of Jesse James (en) de Joseph Kane
- 1940 : The Border Legion de Joseph Kane
- 1940 : L'Escadron noir (Dark command) de Raoul Walsh
- 1940 : Young Buffalo Bill (en) de Joseph Kane
- 1940 : The Carson City Kid de Joseph Kane
- 1940 : Wagons Westward (en) de Lew Landers
- 1940 : Colorado (en) de Joseph Kane
- 1940 : Young Bill Hickok (en) de Joseph Kane
- 1940 : Melody Ranch (en) de Joseph Santley
- 1943 : La Ruée sanglante (In Old Oklahoma ou War of the Wildcats) de Albert S. Rogell
- 1944 : L'Amazone aux yeux verts (Tall in the Saddle) de Edwin L. Marin
- 1945 : Sunset in El Dorado de Frank McDonald
- 1945 : Bells of Rosarita de Frank McDonald
- 1946 : La Ville des sans-loi (Badman's Territory) de Tim Whelan
- 1948 : La Descente tragique (Albuquerque) de Ray Enwright
- 1949 : El Paso, ville sans loi (El Paso) de Lewis R. Foster
- 1950 : La Piste des caribous (The Cariboo Trail) de Edwin L. Marin (dernier film)

### Télévision
À soixante-cinq ans, Gabby commence sa seconde carrière : celle à la télévision. Il s'y lance non plus en tant que sidekick mais en tant que star à part entière. Il crée son émission The Gabby Hayes Show, sponsorisée par la Quaker Oats Company. Reprenant le caractère de Gabby du cinéma, il raconte des grands contes pour les enfants. Il présente aussi de vieux westerns B (avec Buster Crabbe, Lash LaRue…) recoupés en épisodes d'une quinzaine de minutes, où il apparait à l'introduction et à la conclusion. Le succès est tel que l'émission est programmée trois puis cinq jours par semaine. Elle est diffusée sur le réseau NBC de 1950 à 1954. En 1953, elle est nommée pour l'Emmy du meilleur programme pour enfants, finalement remporté par Time for Beany.
Gabby fit des apparitions dans d'autres émissions télévisées. Il remplaça Buffalo Bob Smith dans Howdy Doody en 1954, lorsque celui-ci fut absent pour des raisons de santé. En 1956, The Gabby Hayes Show connut une seconde version sur la chaine ABC, mais elle ne dura pas bien longtemps. Après cela, Gabby n'apparait plus qu'occasionnellement en tant qu'invité sur certains plateaux.

### Retraite
Après le décès de sa femme Olive en 1957, il vit seul dans son appartement à North Hollywood. Début 1969, il entre à l'hôpital St. John à Burbank à cause d'une maladie cardio-vasculaire. Il y meurt le 9 février 1969 à l'âge de 83 ans. Il est enterré avec sa femme au Forest Lawn Memorial Park. Ils n'eurent pas d'enfant.

## Produits dérivés

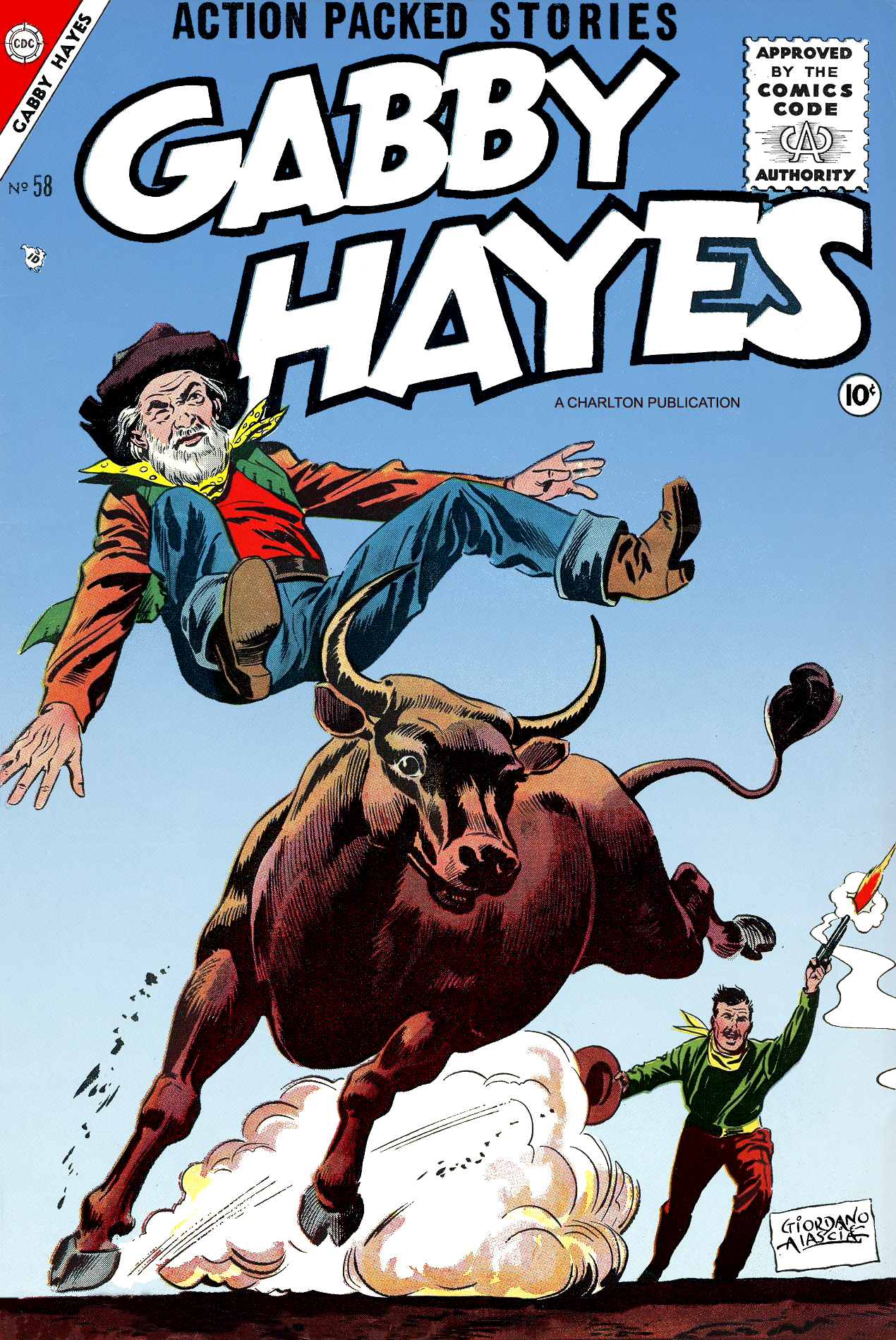
Numéro 58 de Gabby Hayes

Comme beaucoup de stars du western B, Gabby Hayes prête son nom et ses traits à une série de comics. Durant les années 1940, c'est Dell Comics qui publie les plus importantes vedettes : Roy Rogers, Gene Autry et The Lone Ranger. Cherchant à augmenter sa part sur le marché du western, Fawcett Comics achète les droits de nombreux cow-boys dont Gabby à la fin des années 1940. L'éditeur publie mensuellement Gabby Hayes Western à partir de novembre 1948. Chaque numéro contient plusieurs aventures de Gabby ainsi que d'autres courtes histoires. Outre sa propre bédé, il apparait régulièrement dans Western Hero et Monte Hale Western. La série de Gabby s'arrête temporairement après cinquante numéros, lorsque Fawcett ferme sa branche comics en 1953 pour des raisons judiciaires. En décembre de la même année, Toby Press publie un nouveau numéro intitulé simplement Gabby Hayes. Charlton Comics récupère finalement une grande partie des séries de Fawcett et publie neuf autres numéros de Gabby Hayes entre décembre 1954 et janvier 1957. La série a connu divers dessinateurs. Leonard Frank est un des principaux, et il est parfois décrié pour sa représentation plus commerciale qu'artistique de Gabby. La série a également été distribuée en Europe, notamment en français aux éditions des Remparts.
Devenu l'idole de nombreux enfants, Gabby a largement été utilisé comme vecteur commercial. À la fin son émission télévisée, il tirait avec un canon chargé de céréales en direction de l'écran et disait « Quaker Puffed Wheat… shot from guns! », c'est-à-dire : « Céréales soufflées Quaker… tirées par des canons ! ». Ce slogan devient la marque de fabrique des céréales Quaker, et l'image de Gabby est inévitablement associée à la société. Il apparait sur les boites de céréales qui contiennent des bons de commande pour toutes sortes de gadgets à son image. La société édite notamment cinq petits formats sur Gabby en 1951. Les objets et jouets à son effigie se comptent par centaines : poupées, voitures de collection, chapeaux de cow-boys, cravates, timbres… Il apparait aussi dans les journaux pour venter les mérites de tel ou tel produit.
Dans les années 1950, il créa aussi un camp de vacances pour enfants près de New York. Les jeunes de huit à seize ans pouvaient passer l'été en compagnie de Gabby. Au programme : balades à cheval, piqueniques, soirées autour d'un feu de camp, rodéos…

## Personnage et vie privée
George 'Gabby' Hayes est connu pour son personnage de vieux grincheux comique. Il rumine dans son éternelle barbe des répliques récurrentes comme « yer durn tootin », « durn persnickety female », « young whipper snapper », « Yessiree Bob » ou « consarn it ». Il a pour habitude de se disputer avec les femmes.
Dans la réalité, George était un homme à l'opposé de l'image qu'il a acquise au cinéma. Il était quelqu'un qui présente bien, sérieux et intelligent.

## Partenaires

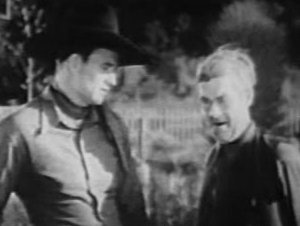
Avec John Wayne dans Les Cavaliers du destin (1933)

Avec Roy Rogers dans The Carson City Kid (1940)

Au début modeste second rôle, George « Gabby » Hayes est devenu un important faire-valoir des westerns B. Il n'a cependant jamais eu de premier rôle au cinéma. En ce qui concerne ses partenaires, il a tourné plusieurs films avec Gene Autry, Rex Bell, Harry Carey, Buck Jones et Tom Keene, mais ceux qu'il a retrouvés le plus souvent sont :
- Bob Steele : En tout quatorze fois entre 1931 et 1935. Bob Steele jouait pour la Monogram Pictures dans des westerns B écrits et réalisés par son père, Robert N. Bradbury. C'est avec lui que Gabby fait ses premiers pas.
- John Wayne : Paul Malvern produisit entre 1933 et 1935 des films dans la même veine que les précédents, aussi réalisés par Robert N. Bradbury, mais avec Wayne comme premier rôle. Hayes retrouvera Wayne sporadiquement par la suite, pour Republic ou RKO Pictures.
- William Boyd : Hayes participe à vingt-deux épisodes de Hopalong Cassidy entre 1935 et 1939 ; ce parmi les vingt-quatre opus de la série durant cette période et les soixante-cinq au total.
- Roy Rogers : Avec quarante-et-une collaborations pour la Republic Pictures entre 1939 et 1946, Roy est celui avec qui Gabby a fait le plus de films. Cette série est interrompue en 1943 et 1944 lorsque Gabby joue avec Wild Bill Elliott.
- Wild Bill Elliott : Dix fois en 1943 et 1944, ils se retrouvent une fois en 1947, toujours pour Republic Pictures.
- Randolph Scott : Épisodiquement, mais surtout à la fin de sa carrière, Gabby joua six fois avec Scott.

Graphique par année des principaux premiers rôles dans les films de Gabby Hayes :
Bob Steele
John Wayne
William Boyd
Roy Rogers
Wild Bill Elliott
Randolph Scott

## Récompenses
- Son émission The Gabby Hayes Show a été nommée en 1952 pour un Emmy Award mais ne l'a pas remporté[18].
- Il a deux étoiles sur le Walk of Fame d'Hollywood : une pour sa contribution à la radio, et une pour sa contribution à la télévision[30].
- Il a été admis au Hall of Great Western Performers en 2000[31].
- Il a reçu un Memorial Award lors des Golden Boot Awards 2006[32].